# Vivaldi (inslagkrater)

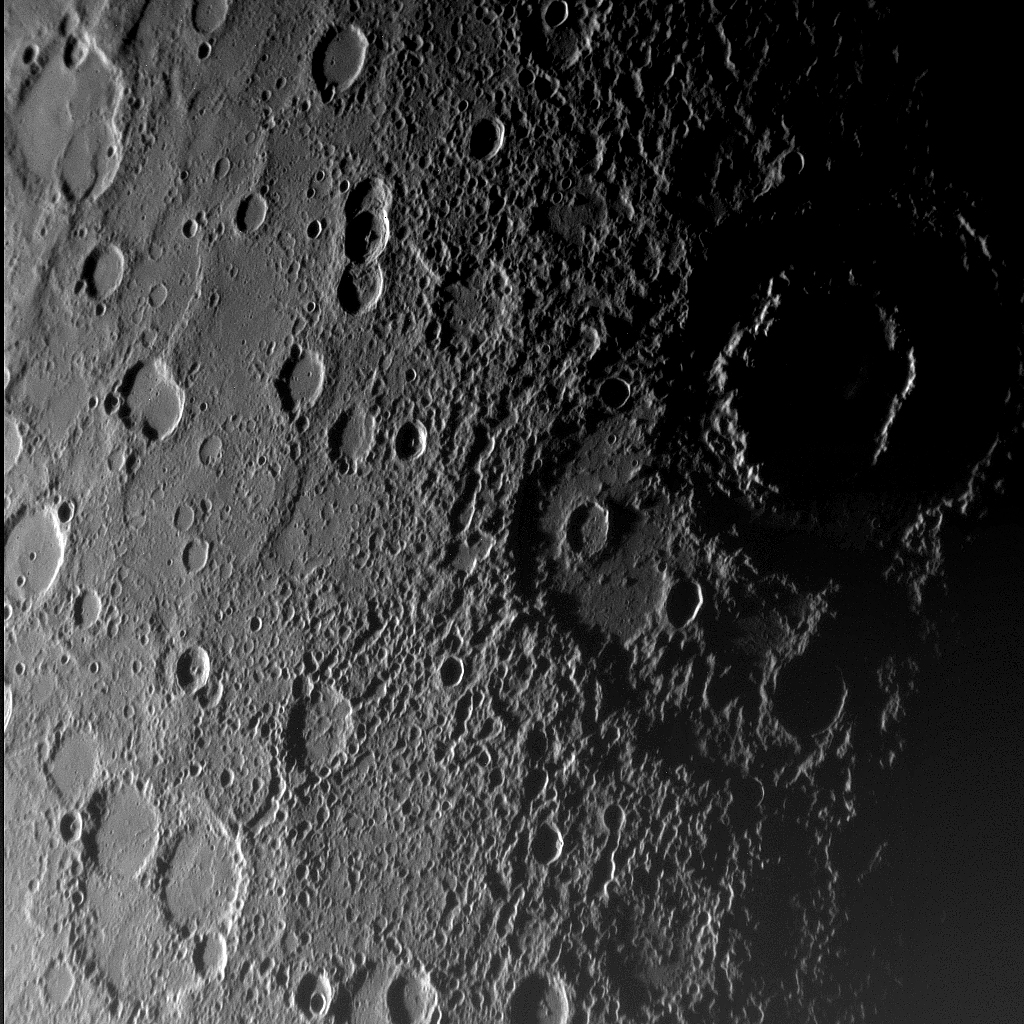
Vivaldi is de grote, schaduwrijke, dubbelgeringde krater uiterst rechtsboven

Vivaldi is een inslagkrater op 14,5°N, 86°W op Mercurius. De krater is 210 km in diameter en is genoemd naar Antonio Vivaldi. Het heeft een prominente en bijna onafgebroken binnenste ring waarvan de diameter ongeveer de helft bedraagt van de buitenste ring. In tegenstelling tot sommige structuren op de maan met meerdere ringen, zijn er geen overblijfselen van extra ringen zichtbaar rond deze krater. De krater staat geklasseerd als c3-leeftijd.